# Kloster Thalbach

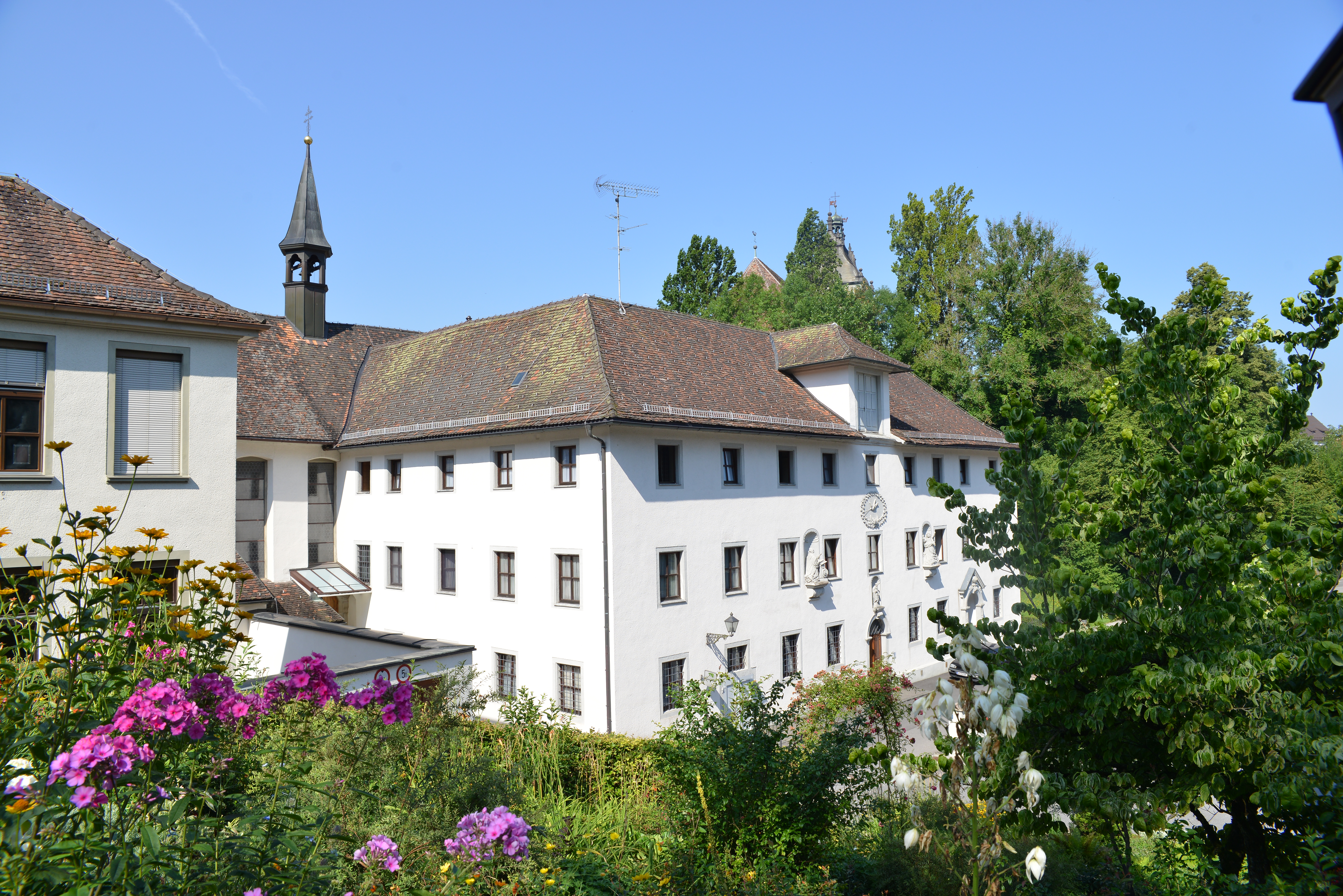
Außenansicht des Klosters

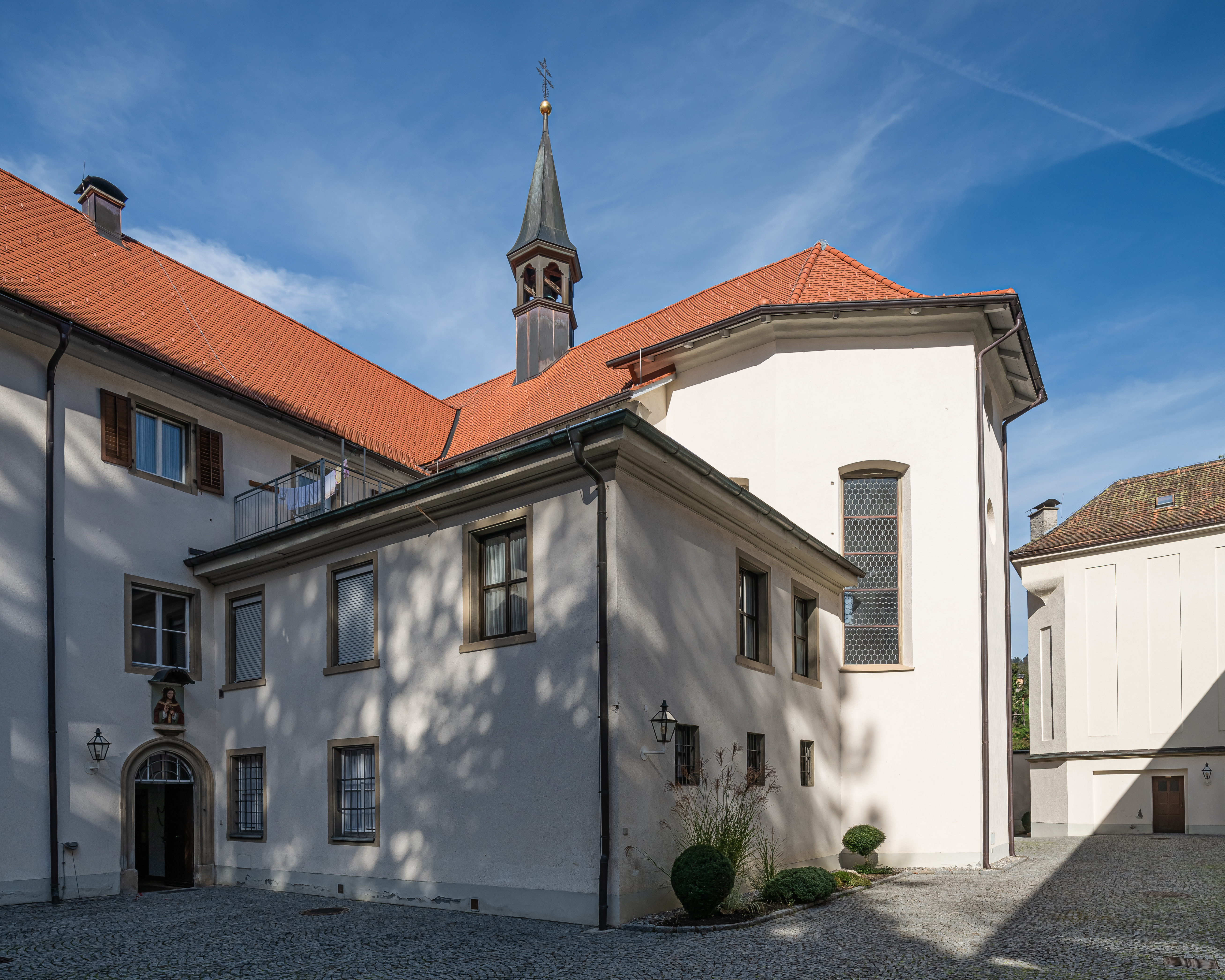
Die Klosterkirche

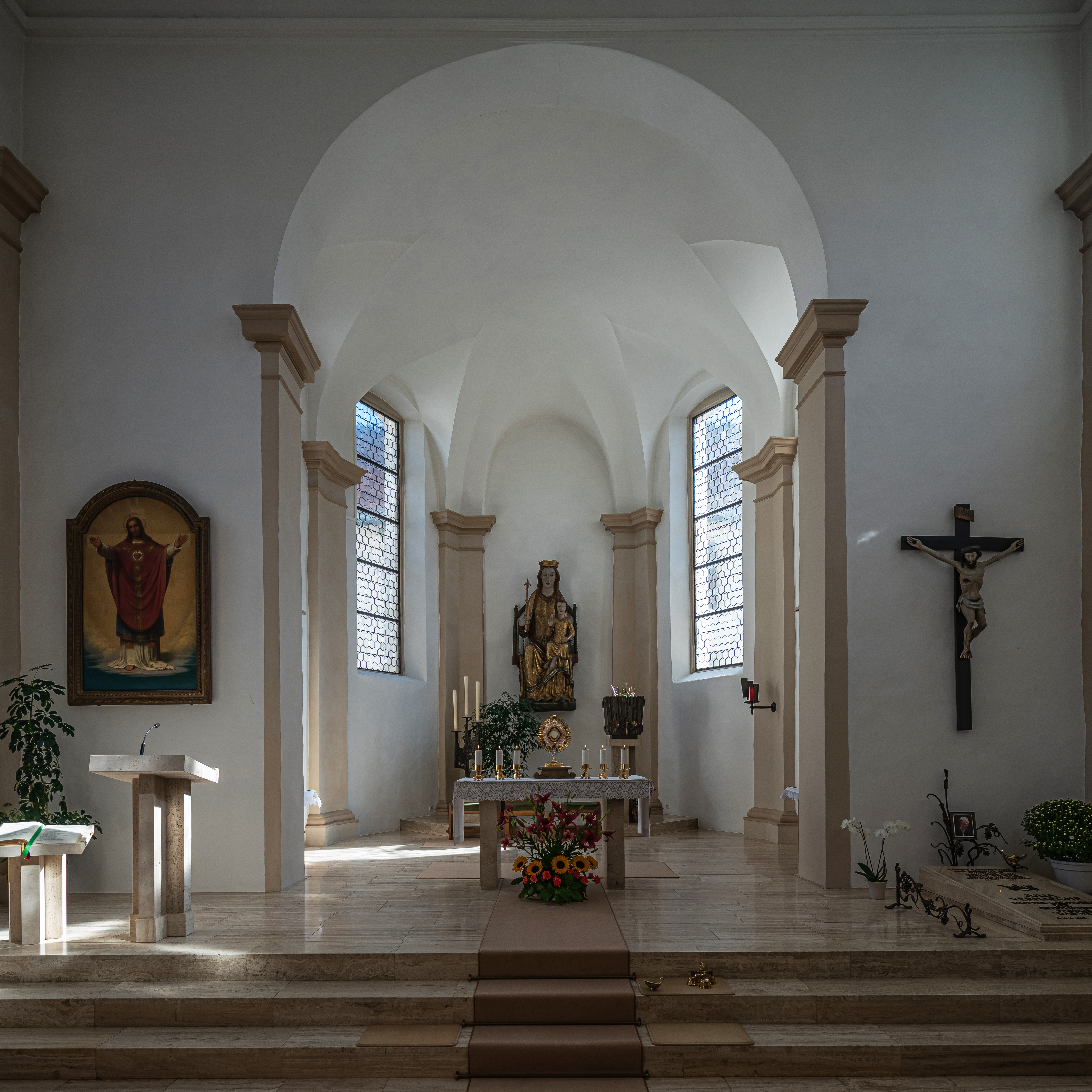
Inneres der Klosterkirche

Das Kloster Thalbach früher auch Kloster Bregenz ist ein ehemaliges Kloster von Dominikanerinnen (davor von Franziskanerinnen) in der Stadt Bregenz in Vorarlberg, das 1983 der Geistlichen Familie „Das Werk“ übergeben wurde. Es steht unter Denkmalschutz.

## Geschichte
Nach der Charta fundatorum monasterii nostri Prigantini wurde die Kluse am Thalbach 1436 gegründet.
Die Klosterkirche St. Antonius enthält seit 1592 eine überlebensgroße Madonna mit Kind aus dem 14. Jahrhundert als Geschenk vom Kloster Mehrerau. Der Baumeister Giovanni Domenico Prato erneuerte von 1609 bis 1610 die Klosterkirche. Die Gesamtanlage wurde von 1674 bis 1677 durch Michael Kuen und Michael Thumb zu einem frühbarocken Beispiel einer symmetrisch-rechteckigen Klosteranlage (Escorial) umgebaut.
Das Franziskanerinnenkloster wurde 1782 durch Kaiser Joseph II. aufgehoben und 1796 durch Dominikanerinnen erworben und gehörte zur österreichischen Union der Dominikanerinnen. Seit 1983 ist es im Besitz der Geistlichen Familie „Das Werk“. Nachdem Bischof Bruno Wechner von Feldkirch der Übergabe zugestimmt hatte, drängte die damalige Oberin des Klosters ihre Mitschwestern, innerhalb von zwölf Stunden die Schenkungsurkunde zu unterschreiben.